# 루멜리아

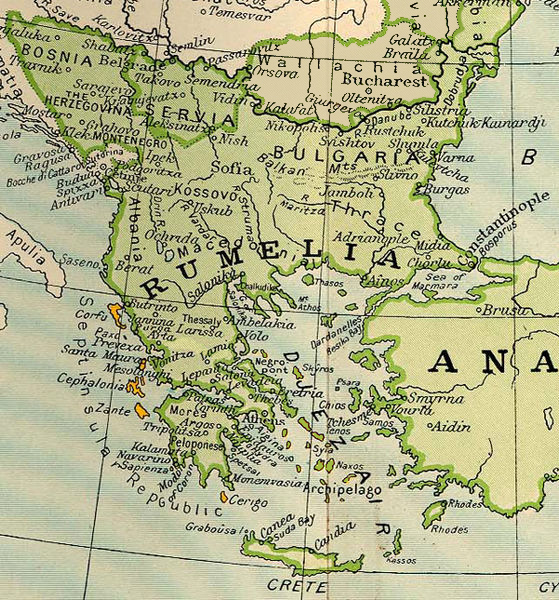
루멜리아

루멜리아(영어: Rumelia, 튀르키예어: Rumeli, 그리스어: Ρωμυλία)는 오스만 제국령의 발칸반도 영토를 말한다.

## 같이 보기
- 나라
  - 룸 술탄국
  - 오스만 제국
    - 오스만령 그리스
    - 오스만령 루마니아(Ottoman Romania)
    - 오스만령 몬테네그로(Ottoman Montenegro)
    - 오스만령 몰도바(Ottoman Moldova)
    - 오스만령 바르다르 마케도니아(Ottoman Vardar Macedonia)
    - 오스만령 보스니아 헤르체고비나(Ottoman Bosnia and Herzegovina)
    - 오스만령 불가리아
    - 오스만령 세르비아(Ottoman Serbia)
    - 오스만령 슬로바키아(Ottoman Slovakia)
    - 오스만령 알바니아(Ottoman Albania)
    - 오스만령 우크라이나(Ottoman Ukraine)
    - 오스만령 코소보(Ottoman Kosovo)
    - 오스만령 크로아티아(Ottoman Croatia)
    - 오스만령 헝가리
- 지역
  - 그리스 서트라키아
- 지역별 역사
  - 루마니아의 역사(History of Romania)
  - 몬테네그로의 역사
  - 몰도바의 역사
  - 슬로바키아의 역사(History of Slovakia)